# Драфт расширения НБА 1961 года
Драфт расширения НБА 1961 года стал первым драфтом расширения НБА . Драфт прошёл 26 апреля 1961 года и на нём новая команда НБА «Чикаго Пэкерс» могла выбрать себе игроков перед сезоном 1961/62. «Пэкерс» стали вторым клубом из Чикаго, после «Чикаго Стэгс», который обанкротился в 1950 году. Позже «Пэкерс» несколько раз изменяли своё название и переезжали в разные города, пока окончательно не обосновалась в Вашингтоне и теперь носит название «Вашингтон Уизардс». Во время драфта расширения новой команде было позволено выбирать игроков из клубов, выступающих в лиге. Но новая команда могли выбирать не любого игрока. Каждый из клубов мог защитить определённое количество игроков из своего состава.
Первым главным тренером «Пэкерс» стал четырёхкратный участник матчей всех звёзд НБА и бывший тренер «Миннеаполис Лейкерс» Джим Поллард. На драфте клуб выбрал восемь игроков, по одному из каждой команды лиги. Среди выбранных игроков был и бывший второй номер драфта Арчи Ди, однако он, как и Барни Кейбл сыграли всего несколько матчей за «Пэкерс» и были обменяны в «Сент-Луис Хокс» на бывшего первого номера драфта Сихуго Грина, участника матча всех звёзд Вуди Солдсберри и Джо Грабовски.. Дэйв Бадд, выбранный из «Нью-Йорк Никс» был обменян обратно в «Никс» так и не сыграв ни одной игры за «Пэкерс». Он был обменян на Чарли Тира и Боба Макнила. Из шести игроков, вошедших в состав клуба перед его дебютным сезоном всего два отыграло более одного сезона за чикагскую команду.

## Легенда
| Позиция | G        | F       | C         |
| Позиция | Защитник | Форвард | Центровой |

## Выборы
| Игрок         | Позиция | Гражданство | Предыдущая команда   | Лет в НБА[a] | Года в команде[b] | Прим.  |
| ------------- | ------- | ----------- | -------------------- | ------------ | ----------------- | ------ |
| Дэйв Бадд     | Ф       | США         | Нью-Йорк Никс        | 1            | —[c]              | [ 6 ]  |
| Барни Кейбл   | Ф       | США         | Сиракьюс Нэшнлз      | 3            | 1961; 1963-1964   | [ 7 ]  |
| Джин Конли    | Ф/Ц     | США         | Бостон Селтикс       | 4            | —[c]              | [ 8 ]  |
| Ральф Дэвис   | З       | США         | Цинциннати Роялз     | 1            | 1961/1962         | [ 9 ]  |
| Арчи Диз      | Ф/Ц     | США         | Детройт Пистонс      | 3            | 1961              | [ 5 ]  |
| Энди Джонсон  | G/F     | США         | Филадельфия Уорриорз | 3            | 1961/1962         | [ 10 ] |
| Бобби Леонард | З       | США         | Лос-Анджелес Лейкерс | 5            | 1961-1963         | [ 11 ] |
| Дэйв Аионтек  | Ф/Ц     | США         | Сент-Луис Хокс       | 5            | 1961/1962         | [ 12 ] |

## Комментарий
- a  Число лет, проведенных в НБА, до драфта расширения
- b  Включает выступления за «Чикаго Зефирс» (1962—1963) и «Балтимор Буллетс» (1963—1973)
- c  Никогда ни играл за клуб